# 瓦爾代國家公園
57°58′45″N 33°15′10″E / 57.97917°N 33.25278°E

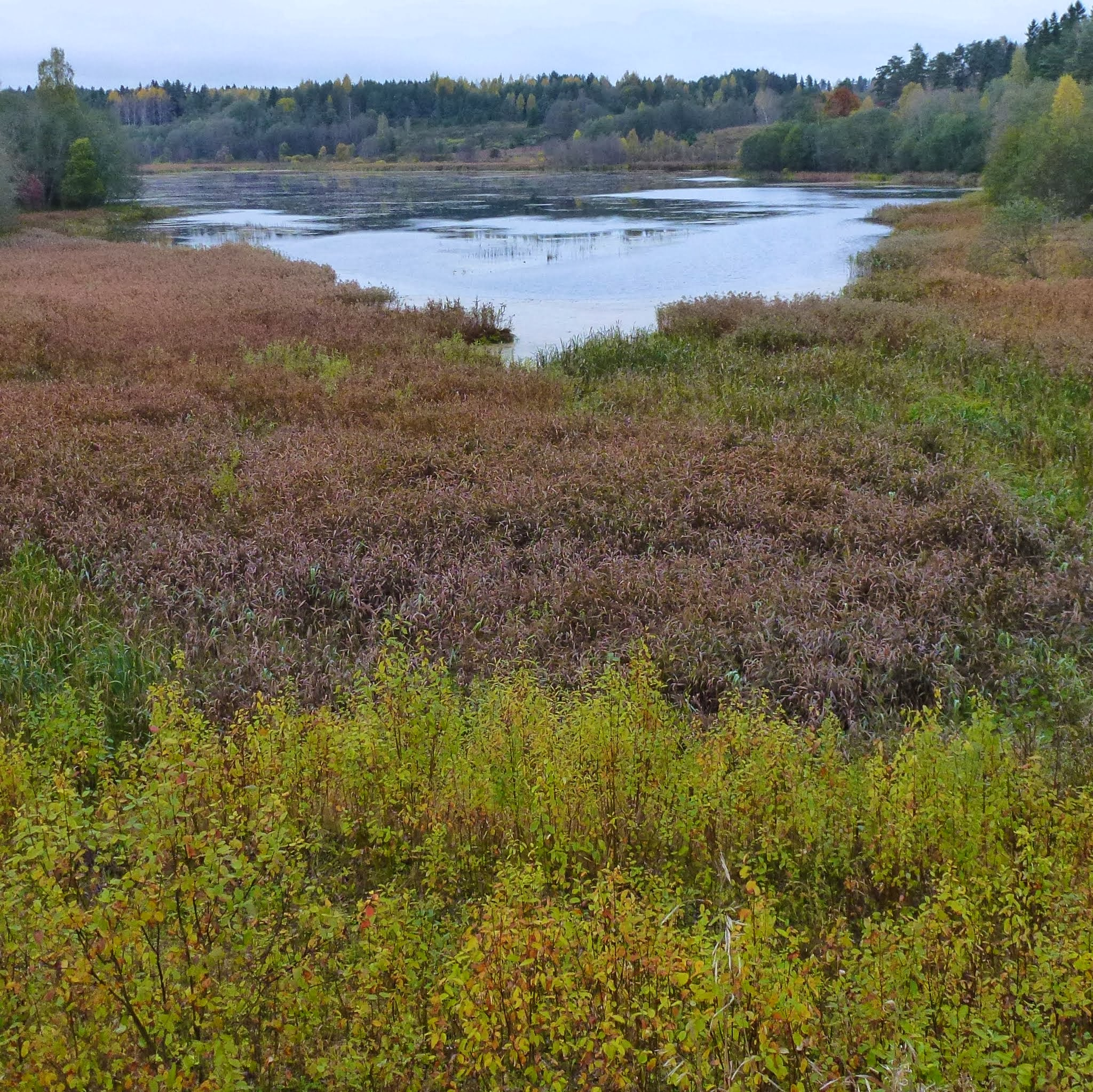

瓦爾代國家公園是俄羅斯的國家公園，位於該國西北部諾夫哥羅德州，成立於1990年5月17日，面積1,585平方公里，有赤狐、水鼬、貂、駝鹿、野豬、棕熊、猞猁、狼等哺乳類動物棲息。